# Lourdes Rodríguez de Flores
Lourdes María Rodríguez de Flores là một nhân vật công cộng người Salvador từng là Đệ nhất phu nhân El Salvador từ năm 1999 đến năm 2004. Bà là góa phụ của cựu Tổng thống El Salvador Francisco Flores, người có hai con.
Rodríguez đã công khai tố cáo cáo buộc tham nhũng đối với chồng bà, cựu Tổng thống Flores, người đã chết trong tình trạng hôn mê vào năm 2016 trong khi chờ xét xử. Bà nói với truyền thông địa phương Salvador vào thời điểm đó, "Ông đã phải chịu một cuộc khủng hoảng sức khỏe khủng khiếp, bị kích động bởi cuộc tấn công chính trị bất công này".